# Martin Tjernberg
Martin Tjernberg, född 27 maj 1948 i Örnsköldsvik, är en svensk ornitolog. Han är sedan mitten av 1980-talet världens ledande expert på kungsörn. Han är son till kyrkoherde Sven Tjernberg och Gertrud Hedlund och bosatt i Fröslunda socken nära Örsundsbro i Uppland.
Tjernberg blev 1983 fil.dr. i viltekologi och arbetar på Artdatabanken vid Sveriges lantbruksuniversitet. Han forskar kring frågor om Sveriges rödlistade ryggradsdjur. Han är ordförande och tillika sekreterare i expertkommittéen för fiskar och rundmunnar samt medlem i Projekt Artedi. Han deltar även i östersjösamarbete.

## Utmärkelser
- Sture Centerwalls pris 2007 [1]